# П'єр Перрон
П'єр Перрон (англ. Pierre Perron; нар. 14 березня 1959) — канадський економетрист з Бостонського університету. 
Перрон відомий тестом Філіпса — Перрона для тестування наявности одиничного кореня при моделюванні часових рядів, тест був результатом його докторської дисертації під керівництвом Пітера Філіпса.

## Біографія
П'єр Перон народився 14 березня 1959.
Ступінь бакалавра (B.A.) економіки з відзнакою здобув в Університеті Макгілла, де навчався в 1978-1981. В 1982 році здобув магістерську ступінь (M.A.) з економіки в Університеті Квінз в Кінгстоні. В 1986 році успішно захистив докторську дисертацію на тему «Перевірка гіпотез в регресії часових рядів з одиничним коренем» та здобув ступень доктора (Ph.D.) з економіки в Єльському університеті.
Свою викладацьку діяльність розпочав на посаді лектора в 1985-1986 роках, асистента професора в 1986-1988 роках на кафедрі економічних наук Монреальського університету. Потім викладав на посаді асистента професора на економічному факультеті Принстонського університету в 1988-1992 роках. Був асоційованим професором в 1992-1994 роках, повним професором в 1994-1997 роках на факультеті економічних наук в Монреальському університеті.
На кінець 2010-х є професором на економічному факультеті Бостонського університету.

## Нагороди та визнання
- 1979-1981: золота медаль Аллана Олівера з економіки, премія Черрі в області економіки, премія Джеймса Макгілла, премія Джуна Редпат, стипендія Макдональда, стипендія М. Г. Бетті, університетський стипендіат, факультетський стипендіат (все від Університету Макгілла);
- 1981-1982: спеціальна магістерська стипендія S.S.H.R.C. від Університету Квінс в Кінгстоні;
- 1982-1986: стипендіат Асоціації випускників Вищої школи з економіки від Єльського університету, стипендіат Єльського університету, стипендіат Ради з соціальних і гуманітарних досліджень Канади (S.S.H.R.C.);
- 1994: трирічна премія Канадського товариства економічних наук;
- 1996: премія Multa Scripsit від Econometric Theory[en];
- 1999: включено до списку значущих економістів світу за версією Who's Who in Economics;
- 2008: премія Plura Scripsit від Econometric Theory;
- 2017: стаття JTSA 2017 (спільно з Франсіско Естрада) вкючена до збірки робіт на честь святкування Європейського дня статистики і присвячених темі «Кращі дані. Кращі життя ».
- 2018: стаття «Дробові поодинокі кореневі тести, що враховують структурну зміну тренду як при нульовій, так і при альтернативній гіпотезах» (спільно з Сон Ен Чангом) отримала премію «За кращу статтю за 2018 рік»; за статті, опубліковані в період 1 січня 2016 — 31 грудня 2017 журналі The Econometrics Journal[en];
- 2019: 104-й ранг від RePEc[en]; 4-й ранг від Time Series Econometrics;
- 2020: Clarivate Citation Laureates.

## Доробок
- Unit Root and Structural Breaks, P. Perron (ed.). MPDI, Basel, Switzerland, 2018.
- Time Series Econometrics: Volume 1: Unit Roots and Trend Breaks, (Perron, P., ed.), World Scientific, 2019
- Time Series Econometrics: Volume 2: Structural Change, (Perron, P., ed.), World Scientific, 2019

## Ланки
- П'єр Перрон(англ.) у проєкті «Математична генеалогія».
- Website at Boston University (англ.)